# سين أباد (شيروان)
سین أباد (بالفارسية: سین‌آباد) هي قرية تقع في إيران في قسم شیروان الريفي. يقدر عدد سكانها بـ 127 نسمة .